# Leersum
Leersum  est un village néerlandais situé dans la commune d'Utrechtse Heuvelrug, en province d'Utrecht. Le 1er janvier 2021, le village compte 7 675 habitants.

## Histoire
La commune de Leersum est indépendante jusqu'au 1er janvier 2006. À cette date, elle fusionne avec les communes voisines de Doorn, Maarn, Driebergen-Rijsenburg et Amerongen pour former la nouvelle commune d'Utrechtse Heuvelrug.

## Personnalités liées à Leersum
Les personnalités suivantes sont nées à Leersum :
- Henk Groener (né en 1960), handballeur ;
- Vito Wormgoor (né en 1988), footballeur.
- Cas Odenthal (né en 2000), footballeur.